# Мар-Велл
Мар-Велл (англ. Mar-Vell) — персонаж, супергерой з коміксів американського видавництва Marvel Comics.

## Історія публікацій
Персонаж дебютував у Marvel Super-Heroes #12 (грудень 1967), написаному Стеном і ілюстрованому Джином Коланом. Незабаром після цього він отримав свою власну серію, починаючи з Captain Marvel #1 (травень 1968).

## Біографія
Мар-Велл був представником білошкірої меншини в імперії синьошкірих Кріі, але, незважаючи на дискримінації і забобони, він став відомим воїном у боротьбі з ворогами Кріі, зокрема, з Скруллами.
Полк Мар-Велла під командуванням Йон-Роґґа, отримав місію зі спостереження за планетою Земля, зокрема, за прогресом людства в галузі космічних подорожей. Йон-Роґґ, заздрячи любові між Мар-Веллом і корабельним медиком Уною, наказав Мар-Веллу самотужки проникнути на мис Канаверал у штаті Флорида. Потім він таємно намагався стріляти в корабель Мар-Велла, але вбив людину — доктора Волтера Лоусона. Мар-Велл скористався схожістю з Лоусоном і став зображати з себе лікаря, створивши собі таємну особистість, але Йон-Роґґ знову таємно намагався вбити Мар-Велла шляхом активації робота Кріі. В мундирі Кріі Мар-Велл публічно переміг робота, і люди, що бачили битву, вітали його як «Капітана Марвела».
Мар-Велл продовжував спостерігати за людством, і його співчуття до Землі і її жителів все збільшувалася. Його перші пригоди, як правило, були викликані спробами Йон-Роґґа вбити, дискредитувати, або іншим чином знищити його. У той час Йон-Роґґ маніпулював Ронаном Обвинувачем, щоб той боровся з Мар-Веллом як із зрадником. Мар-Велл також опинився в романтичному трикутнику між Уною і своєю колегою на авіабазі Керол Денверс. Коли Уна почула, що Йон-Роґґ хоче вбити Мар-Велла, вона намагалася попередити його, але була захоплена агентами Йон-Роґґа. Хоча вбивство Мар-Велла провалилося з приходом прибульця Аакона, Уна була поранена в бою і померла на руках у Мар-Велла, коли він намагався її врятувати.
До того, як Мар-Велл повернувся щоб протистояти Йон-Роґґу, він зіткнувся з сильною істотою на ім'я Зо, яка надала йому нові здібності. У той же самий час він зіткнувся з командувачем Зареком, який сподівався налаштувати Мар-Велла на зраду. Саме Зарек разом з Ронаном створив ілюзію Зо, з допомогою якої вони управляли капітаном Марвелом, щоб він зруйнував свою рідну планету Кріі-Лар. Марвел тимчасово став утікачем, поки Зарек і Ронан не були розкриті Вищим Розумом Кріі. Вищий Розум тоді показав капітану Марвелу, що знала про Зарека і зраду Ронана, і організувала події так, щоб Мар-Велл був залучений в їх змову, оскільки Розвідка сподівалася використовувати Мар-Велла для ще більших речей. Капітан Марвел пройшов випробування, після чого він одягнув новий костюм, і йому дозволили зберегти деякі нові здібності.
Однак, як тільки Капітан Марвел поїхав, щоб повернутися на Землю, він замість цього виявив, що знаходиться в реальності, відомій як Негативна Зона. Вищий Розум тоді подумки заманив молодого землянина Ріка Джонса в покинуту базу Кріі на Землі, щоб запропонувати йому носити «Нега-браслети». Б'ючи браслетами одним по одному, Рік Джонс і Капітан Марвел телепатично зв'язалися один з одним і помінялися місцями. Рік Джонс потрапив в Негативну зону, а Мар-Велл на Землю. Опинившись на Землі, Капітан Марвел з'явився до Йон-Роґґа, який тримав Керол Денверс в заручниках. Капітан Марвел врятував Керол, а їх противник був убитий під час вибуху Психо-Магнетронной бомби, який перетворив Керол в Міс Марвел.
Одного разу Мар-Веллу прийшла ідея використовувати портал в Негативну Зону, створений Містером Фантастикою, щоб звільнити Ріка і дозволити одночасне існування в Земному вимірі. Пізніше Рік і Мар-Велл були разом з Месниками залучені в міжгалактичну війну між Кріі і Скруллами, де Рік зіткнувся з Вищим Розумом. Вищий Розум випустив прихований псіонічний потенціал в розумі Джонса, щоб допомогти зупинити війну. Однак це поставило Ріка в стан, близький до смерті, і Капітан Марвел пожертвував частиною своєї життєвої сили, щоб врятувати Джонса.
Після багатьох місяців тіло Ріка Джонса більше не могло містити як його власну життєву силу, так і ту, що дав йому Мар-Велл, і він зомлів. Його подруга Лу Енн Савенна взяла його до свого дядька, який використовував спеціальну фотонну енергію, щоб відновити його. Джонс і Капітан Марвел могли продовжувати мінятися місцями з допомогою Нега-браслетів. Також Капітан Марвел дізнався, що може поглинати сонячну енергію і передавати її у вигляді енергетичних вибухів або перетворювати в надлюдську силу.
Коли Капітан Марвел бився з титаном Таносом, з ним зв'язався Еон, зберігач всесвіту, який призначив Капітана Марвела наступним «Захисником Всесвіту». Він також наділив його спеціальним «космічним розумінням». З новою назвою та метою, він став основною силою проти Таноса. Фактично, саме його нове космічне розуміння дозволило йому і Месникам перемогти божевільного Титана, оскільки воно дало йому розуміння використання Таносом Космічного Куба. Танос став переконаним, що він виснажив Куб і відмовився від нього, дозволяючи Капітану Марвелу захопити Куб і повернути реальність перш, ніж Танос взяв під контроль всесвіт.
Коли командувач Зарек повернувся, він очолив Божевільний Легіон, який перетворив невибагливого інженера в лиходія на ім'я Нітро. Нітро послали, щоб вкрасти каністри газу нервово-паралітичної дії, але Капітан Марвел став протистояти йому. Хоча Нітро був переможений, і Капітан Марвел, здавалося, знову запечатав каністри перш, ніж громадськість зазнала небезпеки, він сам був підданий впливу газу, який пізніше виявиться згубним.
У конфлікті з Капітаном Марвелом Зарек і Божевільний Легіон майже досягли успіху в тому, щоб перемогти його, якщо б не збільшені сили Марвела, злитого з Ріком Джонсом. Капітан Марвел повернувся до Крі, щоб повідомити Вищий Розум про змову, але Вищий Розум показав свої справжні спонукання, він знав про план Зарека і, фактично був таємною рушійною силою позаду майже всієї історії Капітана Марвела. Вищий Розум давно знав про те, що Кріі досягли еволюційного глухого кута і його єдиною надією було об'єднання генетики інших сумісних рас з власною, щоб оживити застійний розвиток Кріі. Він вибрав Мар-Велла через його унікальну генетику і Ріка Джонса через прихований екстрасенсорний потенціал, який той мав. Далі був створений зв'язок між ними за допомогою Нега-браслетів Кріі. Вищий Розум знав, що не міг додати мозок Джонса до його колективного організму безпосередньо, поки той не увійшов у контакт з мозком представника Кріі, такого як Мар-Велл. Використовуючи унікальну виведену Кріі квітку, названу Квіткою Тисячоліття, Вищий Розум продовжував намагатися поглинути мізки Джонса і Мар-Велла, використовуючи їх тіла в якості судин для його власної свідомості. Однак, герої чинили опір і зуміли втекти, і Капітан Марвел назавжди залишив імперію Кріі.
До того, як повернутися на Землю, Марвел незалежно блукав якийсь час. На Землі він став працювати в обсерваторії, і знову об'єднався з Месниками проти Таноса. Діяння Таноса налаштували його расу Вічних проти світового комп'ютера ISAAC, і капітан Марвел допоміг Вічним відновити порядок. В цей час він закохався в представницю Вічних Елізіус, і вони почали відносини, які охопили Титан, Землю і багато спільних пригод.
У кінцевому рахунку дії нервово-паралітичного газу на Капітана Марвела виявилося фатальним, і рак став злоякісним. Мар-Велл провів свої останні дні на Титані, супутнику Сатурна, оточений Елізіус і його друзями Ментором і Зоряним Лисом. Багато його союзників відвідали його на смертному ложі, включаючи Істоту, Людину-павука, Дракса Руйнівника і посла імперії Скруллів, який нагородив Мар-Велла медаллю Скруллів і заявив, що Капітан Марвел був, як вважалося, найбільшим ворогом, якого коли-небудь знала Імперія Скруллів. Йому надали посмертне почесне членство в Месниках, так само на Титані йому було встановлено пам'ятник.
Його героїчну спадщину продовжив спочатку його син Геніс-Велл, задуманий Елізіус, яка просочила себе клонованою ДНК Мар-Велла, а пізніше — дочка Файла-Велл. Моніка Рамбо використала псевдонім Капітана Марвела, а член Молодих Месників Галклінг виявився сином Капітана Марвела і принцеси Аннелли з Імперії Скруллів. Пізніше ім'я Капітана Марвела використовувала Керол Денверс.

## Сили і здібності
Мар-Велл має здатність засвоювати сонячну енергію і перетворювати її для різних цілей, в тому числі для отримання надлюдської сили, проєкції фотонних вибухів енергії та для польоту. Ці сили будуть зменшуватися, коли він буде позбавлений світла зірок. Мар-Велл володів Космічними знаннями, що збільшували його інтелект, надаючи йому обмежені повноваження в галузі передбачення і можливість з'ясувати слабкості супротивника. Якийсь час він також володів здатністю переміщуватися і створювати ілюзії.
Мар-Велл володіє обширними знаннями технологічно передових транспортних засобів і пристроях імперії Кріі. Він добре підготовлений як тактик і навчений армійському рукопашному бою Кріі.

### Нега-браслети
Нега-браслети носяться Мар-Велло на зап'ястях, дозволяють йому зосередити свої фотонні вибухи, а також допомагають йому зберігати зоряну енергію. Деякий час, коли браслети вдарялися один об одний, вони дозволяли Капітану Марвелу помінятися місцями з Ріком Джонсом, що знаходився в Негативній зоні, і навпаки.

## Альтернативні версії

### Ultimate
У всесвіті Ultimate Marvel версія Мар-Велла допомагає героям Землі в боротьбі з загрозою імені Галактус.

### Всесвіт Ікс
В обмеженій серії Earth X Мар-Велл перероджується як дитина синтетичних істот Його (Адама Ворлока) і Її (Кісмет).

### Лорд Мар-Велл
В The Thanos Imperative головним антагоністом є Лорд Мар-Велл, зла істота з Cancerverse, жахливого світу, в якому ніщо не може померти.

## Поза коміксами

### Фільм
За чутками Джуд Лоу виконає роль Мар-Велла в майбутньому фільмі 2019 року «Капітан Марвел», що входить до Кінематографічного всесвіту Marvel.

### Мультсеріали
- Капітан Марвел з'являвся в мультсеріалі «The Super Hero Squad Show», де його озвучив Тай Буррелл[6].
- Мар-Велл з'явився в серії 15 серії 1 сезону «459» мультсеріалу «Месники: Могутні герої Землі». Він був посланцем імперії Кріі на Землі, але допоміг Месникам зупинити Кріі і, використовуючи свою силу, зцілив важко поранену Керол Денверс. Відлетів на батьківщину з метою переконати свій народ залишити Землю. Озвучив його Роджер Крейг Сміт[7]. У другому сезоні прилетів на Землю разом з іншими посланцями Кріі. Вони були переможені Месниками і приєдналася до них Міс Марвел, і всі, у тому числі і Мар-Велл, були відправлені у в'язницю, яка перебуває в Негативній зоні. Капітан Марвел був одним з ув'язнених, допомагав Месникам в обороні в'язниці під час атаки Аннігілуса. Пізніше він був звільнений і допоміг Месникам у боротьбі проти своєї раси Крі.

### Відеоігри
- Капітан Марвел є ігровим персонажем у версії гри Marvel: Ultimate Alliance для PSP Exclusive[8].
- Так само Капітан Марвел з'являється в грі Marvel Super Hero Squad Online.